# Койдель, Вальтер фон
Вальтер фон Койдель (нем. Walter von Keudell; 17 июля 1884, Кастелламмаре-ди-Стабия — 7 мая 1973, Бонн) — немецкий политический деятель. Министр внутренних дел Германии с 1927 по 1928 год.

## Биография

### Происхождение
Вальтер родился 17 июля 1884 года. Он был старшим ребёнком Роберта фон Койделя (1824—1903) и его второй супруги Александры фон Грюнхоф (1861—1933). Его мать была единственной дочерью Эрнста Вюртембергского (1807—1868) и Натали Эшборн (1829—1905). Так как Вальтер является потомком Софии Ганноверской, соответственно его потомки находятся в линии наследования британского престола.

### Ранние годы
Большую часть своего детства, Вальтер провел в поместье бабушки и дедушки в Ноймарке. В 1903 году, он унаследовал имение отца в Гогенлюббихове, площадью 2526 га.
После базовой практической сельскохозяйственной и лесной подготовки, он изучал право в университете, а затем он поступил на гражданскую службу, был правительственным асессором и служащим Имперского зернового управления. В 1916 году стал окружным администратором Кёнигсбергского округа. Из-за своей поддержки Капповского путча в 1920 году, он был вынужден уйти в отставку.

### Карьера
Койдель был избран депутатом немецкого рейхстага в 1924 году. В четвертом кабинете Вильгельма Маркса он занимал пост министра внутренних дел с января 1927 по июнь 1928 года. Будучи министром, Вальтер зачитывал свои речи в немецком рейхстаге. В июне 1928 года председатель рейхстага Пауль Лёбе приказал отвинтить кафедру, чтобы не допустить зачитывания речей. Также появилась карикатура, на которой на переднем плане стоит джентльмен в изысканной одежде, с моноклем, свисающим с его белой рубашки. Подпись на плакате: «фон Койдель: Благословения в несчастье! Пока мне приходилось произносить министерские речи, стол все еще был там.»
В мае 1928 года, имперский суд Лейпцига отклонил его просьбу о запрете коммунистического объединения «Союз красных фронтовиков». В 1929 году Койдель вышел из НННП, в знак протеста против политики Альфреда Гугенберга. Уже в следующем году истёк его депутатский мандат.
В 1932 году Вальтер начал кампанию в поддержку НСДАП, к которой он присоединился 1 марта 1933 года по просьбе Германа Геринга (членский номер 1 429 388). После прихода нацистов к власти в марте 1933 года, он был избран президентом окружного совета, а 4 августа того же года, главой Прусского государственного управления лесного хозяйства. 3 июля 1934 года был повышен до должности статс-секретаря Имперского управления лесного хозяйства в Берлине под руководством Германа Геринга. С 14 августа 1933 года он являлся председателем Немецкой лесной ассоциации. 1 ноября 1937 года он подал в отставку с должности статс-секретаря Имперского управления лесного хозяйства. Отставке предшествовал спор по поводу обязательных вырубок в частных лесах, в котором Вальтер выступил против требований Геринга. Его преемником был назначен Фридрих Альперс, который не имел квалификации в лесном хозяйстве. Затем он получил должность главного эксперта по лесоводству у рейхсмастера лесного хозяйства, а с 1937 года был членом немецкого транспортного совета.
С 1941 по 1943 год он снова занимал должность администратора округа Кенигсберг.

### Дальнейшая жизнь
После Второй мировой войны он присоединился к ХДС в 1948 году и принимал активное участие в политике в отношении перемещенных лиц. В 1950 году он подписал Хартию немецких изгнанников в качестве представителя региональной команды Берлин-Марк-Бранденбург. В том же году, он стал председателем Объединённых страновых команд советской зоны. В 1958 году он был избран председателем Западной академии. Вальтер был членом антикоммунистического комитета «Спасите свободу», основанного в 1959 году Райнером Барцелем.
Скончался Вальтер 7 мая 1973 года.

## Личная жизнь
Вальтер по вероисповеданию был протестантом. С 1912 года, он был женат на Йоханне фон Кьяу (1890—1946). У них родилось четверо детей, трёх из которых, Вальтер пережил:
- Леопольд Роберт (3 апреля 1913 — 22 декабря 1941), женат не был. Детей не имел. Погиб во Второй мировой войне.
- Ирмгард (1 ноября 1914 — 16 апреля 1971), была дважды замужем. Имела сына и дочь от второго брака.
- Вероника (21 февраля 1916 — 18 ноября 1975), 1 августа 1961 года, вышла замуж за Людвига Хубнера (1907—1975). Супруги умерли в один день. Детей у них не было.
- Дитрих (21 сентября 1918 — 18 мая 1951), 22 мая 1943 года, женился на Луизе фон Белов (1922—1996). Супруги имели четверых детей.